# خوسيه دي خيسوس سولانو مونيوث
خوسيه دي خيسوس سولانو مونيوث هو سياسي مكسيكي، ولد في 6 مايو 1969 في ولاية خاليسكو في المكسيك. نشط حزبياً في حزب العمل الوطني. وقد انتخب عضو مجلس النواب المكسيك ‏.